# 布里地区拉瓦勒
布里地区拉瓦勒（法語：Laval-en-Brie，法語發音：[laval ɑ̃ bʁi] ⓘ）是法国法蘭西島大區塞纳-马恩省的一个市镇，属于普罗万区。 

## 地理
布里地区拉瓦勒（48°25'28"N, 2°59'47"E）面积20.29 平方千米，位于法国法蘭西島大區塞纳-马恩省，该省份为法国北部内陆省份，北起瓦兹省，西接埃松省、马恩河谷省、塞纳-圣但尼省和瓦兹河谷省，南至卢瓦雷省，东南接约讷省，东临马恩省和奥布省，东北接埃纳省。
与布里地区拉瓦勒接壤的市镇（或旧市镇、城区）包括：圣日耳曼拉瓦勒、萨兰、拉沙佩勒拉布莱、库唐松、埃舒布兰、福尔日。
布里地区拉瓦勒的时区为UTC+01:00、UTC+02:00（夏令时）。

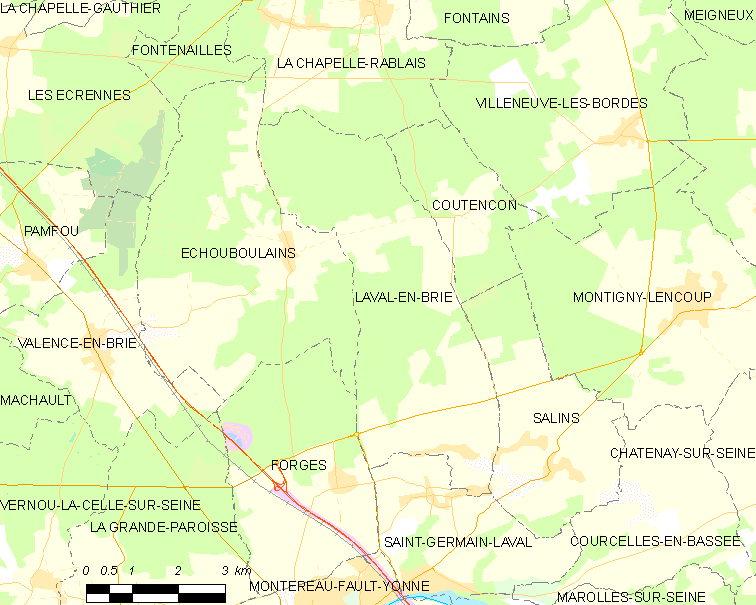
布里地区拉瓦勒的OSM定位图

## 行政
布里地区拉瓦勒的邮政编码为77148，INSEE市镇编码为77245。

## 政治
布里地区拉瓦勒所属的省级选区为蒙特罗福约讷县。

## 人口

1962-2008年间布里地区拉瓦勒人口变化图示

布里地区拉瓦勒于2022年1月1日时的人口数量为394人。